# Wieviel Erde braucht der Mensch?
Wieviel Erde braucht der Mensch? (russisch Много ли человеку земли нужно?, deutsche Transkription Mnogo li tscheloweku semli nuschno?)  ist eine Erzählung von Lew Nikolajewitsch Tolstoi. Ihre Erstveröffentlichung erfolgte 1885.

## Inhalt
Der Bauer Pachom kauft ein Stück Land und wird Gutsbesitzer. Er ist „stolz und glücklich“. Doch sein Sinn für Eigentum ist geweckt. Mit seinen Grundstücksnachbarn verfeindet er sich wegen kleiner Flurschäden, die ihnen an seinen Feldgrenzen unterlaufen. Er wird auch bestohlen. Den Dieb kann er nicht überführen, seine Klage wird abgewiesen. „Nun war Pachom mit den Richtern und den Nachbarn verzankt. Die Bauern drohten ihm mit dem roten Hahn. So hatte Pachom zwar auf seinem Grund und Boden genügend Raum, doch in der Gemeinde wurde es ihm zu eng.“
Ostwärts, im Landesinneren, ist gutes Land preiswert zu kaufen. Nachdem er dieses Gerücht überprüft hat, veräußert er seinen Besitz und siedelt sich vierhundert Werst östlich der Wolga an. Pachom lebt jetzt „zehnmal besser“ als zuvor. Doch es gibt reichere Bauern als ihn. In dem Drang, sich zu vergrößern, überwirft er sich auch hier  mit seinen Nachbarn. Da hört er von einem durchreisenden Kaufmann, man könne billig gutes Steppenland bei den Baschkiren kaufen, noch weiter im Osten. Pachom reist mit seinem Knecht fünfhundert Werst zu den Steppenbewohnern. Er wird in ihrem Zeltlager freundlich aufgenommen und darf so viel Land kaufen, wie er von Sonnenaufgang bis -untergang zu Fuß umrunden kann. Mit der Bemessung seines künftigen Besitzes überschätzt Pachom allerdings seine Kräfte. Er bricht vor Erschöpfung tot zusammen, nachdem er endlich ein sehr großes Stück Land umschritten hat, weil er zuletzt, bei sinkender Sonne, verzweifelt gerannt ist. „Der Knecht nahm die Hacke, grub Pachom ein Grab, genau so lang wie das Stück Erde, das er mit seinem Körper, von den Füßen bis zum Kopf, bedeckte – sechs Ellen –, und scharrte ihn ein.“

## Interpretation
Erde ist ein mit vielen Symbolen überfrachteter Begriff. Hier steht er nicht nur für Landbesitz, sondern für materiellen Besitz überhaupt.
Die komische Tragik Pachoms liegt in seinen einseitigen Wertvorstellungen. Nur Besitz hält er für erstrebenswert. Andere Ziele, etwa geistigen Besitz, also Bildung, oder dem Leben Unterhaltungswert abzugewinnen, wie es den Stadtbewohnern gelingt – seine Schwägerin, die in der Stadt lebt, berichtet davon –, kennt er nicht oder will sie nicht kennenlernen. „‚Es ist ja alles wahr‘, sagte er zu sich. ‚Unsereiner hat von Kind auf mit der Erde zu schaffen, und deshalb kommen ihm solche Narrheiten nie in den Sinn.‘“
Auch fehlt ihm das Talent zur Bescheidenheit, oder anders formuliert: Ihm geht der Sinn für das ihm Gemäße, für realistische Selbsteinschätzung ab. Er hat weder ein Gespür für die Grenzen seiner körperlichen Leistungsfähigkeit, noch für die Grenzen, die die Unwägbarkeiten des Schicksals setzen. „Wenn ich genug Land hätte, so fürchtete ich niemand, nicht einmal den Teufel.“ Diese Herausforderung hat etwas Hoffärtiges. Kein Wunder, dass der Teufel, der das hört, ihm ein Bein stellen wird.
Die gleichnishafte, zeitlose Wahrheit der Novelle veranlasste Stefan Zweig, sie den Erzählungen des Alten Testaments an die Seite zu stellen.
Der Titel mit seiner bedeutungsschweren Frage ist zu einer stehenden Formel geworden, zu einem geflügelten Wort, mit dem das Streben, ja die Gier nach Eigentum hinterfragt wird.

## Hörspiele
- 1952: Wieviel Erde braucht der Mensch – Regie: Hanns Korngiebel (RIAS)
- 1957: Wieviel Erde braucht der Mensch – Regie: Gustav Burmester (NDR)
- 1959: Wieviel Erde braucht der Mensch? – Regie: Hans Bernd Müller (SWF)
- 1999: Wieviel Erde braucht der Mensch oder Endlich gnueg kriega (in schwäbischer Mundart) – Regie: Thomas Vogel (SWR)
- 2013: Wieviel Erde braucht der Mensch – Bearbeitung und Regie: Uwe Schareck (WDR)
- 2023: Wieviel Erde braucht der Mensch – Bearbeitung und Regie: Max Radestock (DLF)

## Verfilmung
Hans-Jürgen Syberberg verfilmte die Novelle 1968 mit Walter Buschhoff und Nicoletta Machiavelli in den Hauptrollen unter dem Titel Scarabea – Wieviel Erde braucht der Mensch?.

## Deutschsprachige Ausgaben
- Wieviel Erde braucht der Mensch? Deutsch von Alexander Eliasberg. S. 115–133 in: Gisela Drohla (Hrsg.): Leo N. Tolstoj. Sämtliche Erzählungen. Fünfter Band. Insel, Frankfurt am Main 1961 (2. Aufl. der Ausgabe in acht Bänden 1982)